# سباستین واسیلیادیس
سباستین واسیلیادیس (یونانی: Σεμπάστιαν Βασιλειάδης؛ زاده ۴ اکتبر ۱۹۹۷) بازیکن فوتبال حرفه‌ای یونانی-آلمانی که به عنوان هافبک برای باشگاه فوتبال پادربورن بازی می‌کند.

## عملکرد باشگاهی

### پادربورن
در ۱ ژوئیه ۲۰۱۸، واسیلیادیس با یک قرارداد دو ساله به باشگاه پادربورن از دسته بوندسلیگا .۲ پیوست. در ۲۵ نوامبر ۲۰۱۸، او در پیروزی ۵–۱ خارج از خانه مقابل هایدنهایم در ده دقیقه آخر مسابقه دو گل به ثمر رساند. در فصل ۱۹–۲۰۱۸ از بوندسلیگا .۲، واسیلیادیس با عملکرد موفق خود و با ثبت ۶ گل و ۸ پاس گل به تیم تازه صعود کرده پادربورن کمک کرد تا پس از سال‌ها به بوندسلیگا بازگردد و در طول فصل ۲۰–۲۰۱۹ از بوندسلیگا رهبر بی چون و چرای خط میانی این تیم بود.
در ۲ فوریه ۲۰۲۰، واسیلیادیس اولین گل فصل خود را در بازی خانگی مقابل وولفسبورگ که با شکست ۲–۴ پادربورن همراه شد، پس از پاس گل عبدالحمید صابری، از پشت محوطه جریمه به ثمر رساند.

## عملکرد ملی
در ۱۱ نوامبر ۲۰۱۹، واسیلیادیس توسط سرمربی تیم ملی یونان، جان فنت شخیپ برای حضور در بازی‌های مرحله مقدماتی یورو ۲۰۲۰ مقابل ارمنستان و فنلاند، فراخوانده شد. واسیلیادیس از یک خانواده یونانی در آلمان متولد شد، و پس از دریافت تابعیت، شرایط حضور در تیم ملی یونان را دارد.

## زندگی شخصی
واسیلیادیس در اونوالد آلمان از پدری یونانی و مادری آلمانی متولد شد.

## آمار عملکرد
تا تاریخ ۳ اکتبر ۲۰۲۰
| باشگاه       | فصل          | لیگ                        | لیگ    | لیگ  | جام    | جام  | سایر رقابت‌ها | سایر رقابت‌ها | مجموع  | مجموع |
| باشگاه       | فصل          | دسته                       | بازی‌ها | گل‌ها | بازی‌ها | گل‌ها | بازی‌ها       | گل‌ها         | بازی‌ها | گل‌ها  |
| ------------ | ------------ | -------------------------- | ------ | ---- | ------ | ---- | ------------ | ------------ | ------ | ----- |
| آلن II       | ۱۵–۲۰۱۴      | Oberliga Baden-Württemberg | ۳      | ۰    | ۰      | ۰    | ۰            | ۰            | ۳      | ۰     |
| آلن          | ۱۶–۲۰۱۵      | لیگا .۳                    | ۸      | ۰    | ۰      | ۰    | ۰            | ۰            | ۸      | ۰     |
| آلن          | ۱۷–۲۰۱۶      | لیگا .۳                    | ۲۸     | ۲    | ۰      | ۰    | ۰            | ۰            | ۲۸     | ۲     |
| آلن          | ۱۸–۲۰۱۷      | لیگا .۳                    | ۲۴     | ۵    | ۰      | ۰    | ۰            | ۰            | ۲۴     | ۵     |
| آلن          | مجموع        | مجموع                      | ۶۰     | ۷    | ۰      | ۰    | ۰            | ۰            | ۶۰     | ۷     |
| پادربورن     | ۱۹–۲۰۱۸      | بوندسلیگا .۲               | ۲۸     | ۶    | ۳      | ۰    | ۰            | ۰            | ۳۱     | ۶     |
| پادربورن     | ۲۰–۲۰۱۹      | بوندسلیگا                  | ۳۲     | ۱    | ۱      | ۰    | ۰            | ۰            | ۳۳     | ۱     |
| پادربورن     | ۲۱–۲۰۲۰      | بوندسلیگا .۲               | ۳      | ۰    | ۰      | ۰    | ۰            | ۰            | ۳      | ۰     |
| پادربورن     | مجموع        | مجموع                      | ۶۳     | ۷    | ۴      | ۰    | ۰            | ۰            | ۶۷     | ۷     |
| مجموع عملکرد | مجموع عملکرد | مجموع عملکرد               | ۱۲۶    | ۱۴   | ۴      | ۰    | ۰            | ۰            | ۱۳۰    | ۱۴    |